# Cyril M. Kornbluth
Cyril M. Kornbluth (ur. 23 lipca 1923, zm. 21 marca 1958) – amerykański pisarz science fiction. Używał licznych pseudonimów, m.in.: Cecil Corwin, S.D. Gottesman, Edward J. Bellin, Kenneth Falconer, Walter C. Davies, Simon Eisner, Jordan Park, Ivar Towers, Arthur Cooke, Paul Dennis Lavond, Scott Mariner. Litera „M” w jego nazwisku nie jest skrótem od środkowego imienia, ale swoistym hołdem oddanym żonie, Mary Byers.

## Życiorys
Urodził się w Nowym Jorku, w rodzinie polskich Żydów, jego dziadek był krawcem pochodzącym z Galicji, ojciec był weteranem I wojny światowej, zaś wuj, Nathan Isaacovich był dyrektorem londyńskiego teatru jidysz. Jako nastolatek został członkiem Futurians, wpływowej grupy fanów i pisarzy science fiction. Właśnie tam, na spotkaniach grupy zaprzyjaźnił się z Frederikiem Pohlem czy Donaldem A. Wollheimem, tam też poznał swą przyszłą żonę, Mary Byers. W czasie II wojny światowej służył w armii amerykańskiej w Europie, został odznaczony brązową gwiazdą za udział w walkach podczas ofensywy w Ardenach.
Zaczął pisać w wieku piętnastu lat. Debiutował w kwietniu 1940 w piśmie „Astonishing” opowiadaniem Stepsons of Mars (ukazało się pod tytułem Ivar Tower), napisanym wspólnie z Richardem Wilsonem. Natomiast pierwszym opublikowanym samodzielnym opowiadaniem było King Cole of Pluto, które ukazało się w maju 1940 w „Super Science Stories”.
Jego opowiadanie Czarna walizeczka otwiera pierwszy polski zbiór opowiadań anglo-amerykańskich Rakietowe szlaki. Opowiadanie to zostało zaadaptowane na sztukę teatralną i wystawione w 1958 w polskim Teatrze Telewizji.
Często pisywał wspólnie z innymi autorami. Z Frederikiem Pohlem wydał głośną powieść Handlarze kosmosem oraz krótsze formy: Search the Sky (1954), Gladiator at Law (1955), Wolfbane (1959), Venus, Inc. (1985), zaś z przyjaciółką (i byłą żoną Pohla) Judith Merril, pod pseudonimem Cyril Judd książki Outpost Mars (1952) i Gunner Cade (1952).
Tłumaczeniem opowiadania Kornblutha Słowa guru zadebiutował literacko Andrzej Sapkowski („Fantastyka” 6/1983).
W opowiadaniu Kornblutha, The Marching Morons, satyrycznym spojrzeniu na ludzkość w przyszłości, na skutek różnic w postawach wobec świadomego rodzicielstwa między inteligencją a ludźmi niewykształconymi, ludzkość ewoluuje w kierunku, gdzie na Ziemi mieszka pięć miliardów kompletnych idiotów i kilka milionów bardzo uzdolnionych czy genialnych przedstawicieli elity. Mniejszość ta z największym wysiłkiem stara się jakoś utrzymać system społeczny, aby nie nastąpiła całkowita katastrofa.
Zmarł w wieku 34 lat na zawał serca.

## Książki wydane w Polsce (wybór)
Powieści:
- Syndykat (ang. The Syndic), wyd. PiK, Katowice 1993
- Handlarze kosmosem (ang. The Space Merchants), napisana wraz z Frederikiem Pohlem
- Wilczojad (ang. Wolfbane), wspólnie z Fryderykiem Pohlem. Po polsku, w zbiorze pod tym samym tytułem, została wydana wersja pierwotna z 1959 r. W 1986 r. Pohl wprowadził obszerne poprawki odnawiając wygasłe prawa autorskie.

Opowiadania:
- Czarna walizeczka (ang. The Little Black Bag), w: Rakietowe szlaki, wyd. Czytelnik, Warszawa 1958
- Zbiór Sezon ogórkowy (wyd. Iskry, Warszawa 1985) zawierający:
  - Sezon ogórkowy (ang. The Silly Season)
  - Największy szczęściarz w Denv (ang. The Luckiest Man in Denv)
  - Psychoupiór (ang. The Mindworm)
  - Nasza jedyna lekcja (ang. The Only Thing We Learn)
  - Przyjaciel człowieka (ang. Friend to Man)
- Zbiór Domek z kart (wyd. Iskry, Warszawa 1985) zawierający:
  - Gomez (ang. Gomez)
  - Spotkanie (ang. The Altar at Midnight)
  - Statek rekin (ang. Shark Ship)
  - Domek z kart (ang. Dominoes)
- Zbiór Jak wróciłem na Marsa (wyd. PiK, Katowice 1994) zawierający:
  - Awanturnik (ang. The Adventurer)
  - Dziewiczy asteroid (ang. Virginia)
  - Intruzi (ang. The Meddlers)
  - Wszystkowiedzący Joe (ang. Everybody Knows Joe)
  - Kazam (ang. Kazam Collects)
  - Jak wróciłem na Marsa (ang. Make Mine Mars)
  - Niewolnik (ang. The Slave)
  - Ostatni klient w barze (ang. Last Man Left in the Bar)
  - Oszust (ang. Time Bum)
- Pigułki namiętności, wyd. PiK, Katowice 1994